# Jacksonville (North Carolina)
Jacksonville is een plaats (city) in de Amerikaanse staat North Carolina, en valt bestuurlijk gezien onder Onslow County.

## Demografie
Bij de volkstelling in 2000 werd het aantal inwoners vastgesteld op 66.715.
In 2006 is het aantal inwoners door het United States Census Bureau geschat op 69.688, een stijging van 2973 (4.5%).

## Geografie
Volgens het United States Census Bureau beslaat de plaats een oppervlakte van
117,0 km², waarvan 115,2 km² land en 1,8 km² water.

## Plaatsen in de nabije omgeving
De onderstaande figuur toont nabijgelegen plaatsen in een straal van 24 km rond Jacksonville.

## Geboren in Jacksonville
- Ryan Adams (1974), country singer-songwriter
- Aldis Hodge (1986), acteur
- Edwin Hodge (1985), acteur
- Jonathan Slavin (1969), acteur